# Melanie Hiermann
Melanie Hiermann (* 18. Januar 1986 in München) ist eine deutsche Schauspielerin und Schriftstellerin.

## Leben
Melanie Hiermann, Tochter eines Kfz-Mechanikers und einer Damenschneiderin, wuchs in München auf. Im Jahr 2012 wurde sie während ihrer Tätigkeit als Kellnerin auf dem Viktualienmarkt vom Regisseur Franz Xaver Bogner entdeckt und spielte daraufhin über zwei Staffeln hinweg die Rolle der Marilena in der Polizeiserie München 7.
Neben der Schauspielerei arbeitete sie u. a. als Tänzerin, Fachdozentin, Supermarktkassiererin und in der Pflege von Menschen mit Behinderung. Sie absolvierte zwei Ausbildungen – als Hauswirtschafterin und Diätassistentin –, wovon sie erstere abschloss. 
Im Jahr 2018 entschied sie sich gegen ein festes Engagement im Ensemble der Iberl Bühne zugunsten eines Meisterstudiums. Ihre Entscheidung begründete sie mit dem Wunsch, sich vom rein bayerisch-heimatlichen Fach zu emanzipieren.
Nach dem Meisterabschluss nahm sie an einer Schauspielweiterbildung am TheaterWerk München teil, wo sie das Drehbuchschreiben für sich entdeckte. Seither beschäftigt sie sich autodidaktisch mit Drehbuch und Prosa.
2021 gründete sie das Filmkollektiv MINT.
Melanie Hiermann arbeitet als Betriebswirtin für Ernährungs- und Versorgungsmanagement und ist als Schauspielerin und Schriftstellerin tätig. Darüber hinaus bewegt sie sich in den Bereichen Straßenfotografie und Performance Art.
Sie lebt in München und ist Mutter einer erwachsenen Tochter.

## Filmografie

### Filme
- 2020: Ad Finem
- 2023: Nara

### Serien
- 2012–2013: München 7
- 2022: Lena Lorenz

## Performance Art (Auswahl)
- 2020: Mothers Womb
- 2022: Rebirth – Butoh